# Archivistica francese
L'archivistica francese risale all '800 : in quel periodo furono definiti i grandi principi che reggono la professione. La sistemazione giuridico-istituzionale dell'archivistica francese spiega la sua insistenza nel preservare gli archivi pubblici. Si sta però sviluppando un'archivistica privata, consacrata dalla riforma del Code du patrimoine iniziata nel 2008.

## Diritto degli archivi in Francia
In Francia, gli archivi sono definiti dal Code du patrimoine, art. L.211-1: “Les archives sont l'ensemble des documents, quels que soient leur date, leur lieu de conservation, leur forme et leur support, produits ou reçus par toute personne physique ou morale et par tout service ou organisme public ou privé dans l'exercice de leur activité.” Da questa definizione si possono trarre almeno due conseguenze: i documenti sono archivi sin dall'inizio del loro ciclo di vita, e non c'è quasi nessuna distinzione tra archivi cartacei e archivi elettronici. Gli archivi degli organi giudiziari sono archivi pubblici nel senso dell'articolo L.211-4 del Code du patrimoine. Sono conservati nell'interesse pubblico per i bisogni della gestione e della tutela dei diritti delle persone fisiche o morali e per le necessità della ricerca scientifica (art. 211-2). Il Code du patrimoine prevede che, quando l'utilità corrente viene a cessare, gli archivi che non sono utili per la ricerca possono essere distrutti, mentre gli archivi di interesse storico devono essere trasferiti negli archivi storici. Il Code aggiunge che l'elenco dei documenti che possono essere eliminati è definita in accordo tra l'amministrazione produttrice e l'amministrazione degli archivi (art. L. 212-2). In pratica, la lista dei documenti che possono essere distrutti è definita da circolari interministeriali, sottoscritte dai ministri oppure dai direttori competenti (nell'occorrenza, il directeur des Archives de France ed il directeur des services judiciaires).

## Organizzazione amministrativa
L'organizzazione amministrativa degli archivi distingue spesso gli uffici che conservano archivi storici e gli uffici che gestiscono archivi intermedi. Gli archivi storici sono organizzati a tre livelli principali, che sono simili a quelli che troviamo in Italia, ma non esattamente gli stessi.
I tre uffici a competenza nazionale (“Archives nationales”, l'ufficio storico della Difesa, la direzione degli archivi del ministero degli Affari esteri), accolgono e conservano gli archivi delle amministrazioni centrali dello Stato nonché fondi di origine privata d'interesse nazionale.
In ogni dipartimenti francesi esiste un ufficio d'archivio detto Archivio dipartimentale, le cui funzioni sono duplici:
- sorvegliare gli archivi pubblici sul territorio del dipartimento (funzione statale, che si appoggia sulle circolari interministeriali di selezione degli archivi[6]);
- raccogliere, conservare e comunicare al pubblico i documenti storici del dipartimento, cioè i documenti provenienti dagli uffici dello Stato, e da tutti gli enti pubblici del dipartimento che non hanno un ufficio archivistico storico (missione assunta dai Conseils généraux dal 1986).

Gli Archivi dipartimentali sono finanziati dai Conseils généraux, ma la legge prevede che il loro direttore sia un conservatore del patrimonio, pagato dal ministero della Cultura, ma reclutato in accordo con il Conseil général.
Gli altri enti locali hanno uffici archivistici propri: principalmente archivi comunali e archivi regionali.
Per conservare archivi la cui durata di conservazione corrente non è scaduta, esistono servizi d'archivio in molti enti pubblici:
- nelle amministrazioni centrali dello Stato, esistono uffici d'archivio, che devono controllare le eliminazioni, raccogliere i documenti a lunga durata di conservazione e trasferire all'Archivio nazionale i documenti d'interesse storico o patrimoniale;
- inoltre, per prendere il caso della giustizia, al livello dei tribunali e delle corti d'appello, il cancelliere capo[7] è responsabile degli archivi, secondo l'art. L. 123-5 del Code de l'organisation judiciaire.